# Alchemilla atropurpurea
Alchemilla atropurpurea é uma espécie de rosácea do gênero Alchemilla, pertencente à família Rosaceae.